# Lijst van burgemeesters van Vrouwenpolder
Dit is een lijst van burgemeesters van de voormalige Nederlandse gemeente Vrouwenpolder tot die gemeente op 1 juli 1966 opging in de gemeente Veere.
| Ambtsperiode | Naam burgemeester                   | Partij of stroming | Bijzonderheden |
| ------------ | ----------------------------------- | ------------------ | --- |
| 18?? - 18??  | ??                                  |                    | |
| 1840? - 1853 | Cornelis de Steur                   |                    | |
| 1853 - 1855  | J.H. de Stoppelaar                  |                    | tevens burgemeester van Veere en Gapinge                                                                                   |
| 1855 - 1859  | F.B. Fock                           |                    | tevens burgemeester van Veere en Gapinge (Gapinge is in oktober 1857 opgegaan in Vrouwenpolder)                            |
| 1859 - 1880  | mr. Jacobus Snijder                 |                    | tevens burgemeester van Veere                                                                                              |
| 1881 - 1888  | G.P. Wijnmalen                      |                    | tevens burgemeester van Veere                                                                                              |
| 1888 - 1897  | jhr. mr. Anthonij Adriaan van Doorn |                    | tevens burgemeester van Veere, eerder van Zuidzande en Cadzand, later van Vlissingen                                       |
| 1897 - 1901  | jhr. Willem Constantijn van Panhuys |                    | tevens burgemeester van Veere, later van Koudekerke                                                                        |
| 1901 - 1917  | jhr. H.A. van Doorn van Koudekerke  |                    | tevens burgemeester van Veere                                                                                              |
| 1917 - 1938  | Jac. Louwerse                       | ARP                | |
| 1938 - 1944  | Willem (W.) Maas                    | ARP                | |
| 1944         | Martien (M.) Beversluis             | NSB                | waarnemend; burgemeester van Veere                                                                                         |
| 1944? - 1945 | Kaeso (K.) Fabius                   |                    | waarnemend; burgemeester van Oostkapelle                                                                                   |
| 1945 - 1952  | W.N. van Liere                      | CHU                | tot 1946 waarnemend; werd burgemeester van Baarland en Oudelande                                                           |
| 1952 - 1966  | Adrie (A.) de Kam                   | ARP                | tevens tijdens deel van die periode waarnemend burgemeester van Serooskerke en Veere, later burgemeester van Veere en Axel |